# おーしゃんのーす
おーしゃんのーすは、かつてオーシャントランスが運航していたフェリー。

## 概要
近海郵船から傭船していたまりもの代船として尾道造船で建造され、1996年11月29日に東京 - 徳島 - 北九州航路に就航した。
本船の就航により、スタンダードフェリー2隻、カジュアルフェリー2隻の4隻によるデイリーサービス（毎日運航）となった 。
2013年10月16日に新造船投入が発表され、本船はシンプルフェリー4隻の就航後ドック入り代船として運行された後2016年11月26日に旅客営業を終了、11月28日に引退。
その後、売船のため、GOLDEN PEARLと改名してモンゴル船籍となり、インドネシアへ回航された。

### 航路
オーシャン東九フェリー
- 東京港（東京港フェリーターミナル） - 徳島港 - 新門司港

## 設計
おーしゃんさうすとともに全客室が2等寝台、レストランを廃止し飲食は自販機のみとした合理化型船「カジュアルフェリー」である。

## 船内
5階・B甲板
- エントランスホール
- 売店・案内所
- 自動販売機コーナー「スナックコーナー」
- イートインスペース「オーシャンプラザ」
- 2等洋室（20室）
- フォワードロビー

6階・A甲板
- オーシャンホール
- ゲームコーナー
- スカイルーム
- 展望浴室
- シャワー室
- コインランドリー
- コインロッカー

## 事故・インシデント

### 岸壁への接触
1998年10月7日、5時ごろ徳島港から新門司港へ向かっていた本船は、新門司フェリーターミナルの3号岸壁に着岸する際、左舷船尾部の防舷材が岸壁側面に接触した。接触により本船に損傷はなかったが、上面が盛り上がるなど岸壁に損傷を生じた。事故発生当時の天候は雨で、九州西方の海上に接近中の低気圧により風力5の東北東の風が吹いていた。事故原因は、着岸の際の操船が不適切で、回頭惰力に対する減殺措置が不十分であったためとされた。